# Lagaropsylla mera
Lagaropsylla mera är en loppart som beskrevs av Jordan et Rothschild 1921. Lagaropsylla mera ingår i släktet Lagaropsylla och familjen fladdermusloppor.

## Underarter
Arten delas in i följande underarter:
- L. m. mera
- L. m. australiaca